# Парикутин
Парикутин је вулкан у мексичкој држави Мичоакан, у близини града Уруапан дел Прогресо и око 322 km западно од Сијудад Мексика. Вулкано се појавио изненада у кукурузном пољу локалног фармера Дионисија Пулида 1943. године и привукао је пажњу научника и лаика.
Парикутин је представљао прву прилику за савремену науку да документира пун животни циклус ерупције овог типа. Током девет година деловања вулкана, научници су га скицирали и мапирали и узели хиљаде узорака и фотографија. До 1952. ерупција је оставила конус величине 424 метара и знатно оштетила површину од преко 233 km² избацивањем камена, вулканског пепела и лаве. Три особе су погинуле, два насеља су потпуно евакуисана и затрпана лавом, а још три су била погођена. Стотине људи морало је да се трајно пресели, а два нова насеља су основана за њихов смештај. Иако је шири регион и даље веома вулкански активан, Парикутин је сада неактиван и постао је туристичка атракција са људима који се пењу на вулкан и посећују рушевине покривене охлађеном лавом цркве Сан Хуан Парангарикутиро.